# Riolita

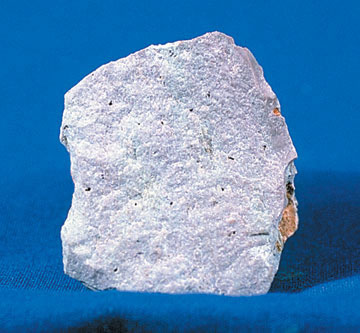
Muestra de riolita.

La riolita es una roca ígnea extrusiva, volcánica félsica, de color gris a rojizo con una textura de granos finos o a veces también vidrio y una composición química muy parecida a la del granito. A la riolita se le considera el equivalente volcánico del granito, lo que se agrega a otras evidencias que demuestran que el granito se origina a partir de magma, tal como lo hace la riolita, solo que a mayor presión. 
La textura afanítica de la riolita hace que se vea muy diferente al granito a pesar de sus similitudes. Su textura se debe al corto periodo de cristalización, lo que obstaculiza la formación de grandes fenocristales y favorece la formación de vidrio. Los fenocristales que se pueden encontrar en una riolita incluyen cuarzo, feldespato potásico, oligoclasa, biotita, anfíbol y piroxeno.
La riolita es un tipo de roca bastante común, aunque ocurre en volúmenes mucho menores que el basalto. Las riolitas se dan principalmente en los continentes y sus márgenes, si bien existen numerosas ocurrencias en otras situaciones tectónicas.
La riolita sale durante erupciones volcánicas a temperaturas de 700-850 °C. Su nombre deriva de la palabra griega rhyax , que significa «corriente», y litos, que significa «roca».